# Джигурда Ольга Петрівна
О́льга Петрі́вна Джигурда́ (нар. 7 грудня 1901 — пом. 10 грудня 1986) — українська лікарка, письменниця, учасниця Другої світової війни. Заслужена лікарка УРСР, Почесна громадянка міста Запоріжжя.

## Життєпис
Народилася 7 грудня 1901 року у селі Печеніги Печенізької волості Вовчанського повіту Харківської губернії Російської імперії (тепер — село Чугуївського району Харківської області України) в сім'ї земського лікаря. Згодом — сім'я переїхала до Вовчанська. 
У 1919 році — на відмінно закінчила Вовчанську жіночу гімназію.
У 1925 році — закінчила Харківський університет, медичний факультет (за іншими даними — Харківський медичний інститут). Отримала спеціальність лікаря-фтизіатра. Цього ж року — повернулася до Вовчанська, де працювала дитячим лікарем у місцевій лікарні. Та невдовзі — переїхала до Білгорода.
У кінці 1920-х років — переїхала до Криму. Працювала начальницею туберкульозного відділення санаторію у Євпаторії.
У 1934 році — переїхала до Запоріжжя. Працювала дільничною лікаркою-фтизіатринею протитуберкульозного диспансеру.
Із 1941 по 1949 рік — служила лікаркою на Чорноморському флоті СРСР. Зокрема, із листопада 1941 року по червень 1942  року — лікаркою на транспортному кораблі «Абхазія», який возив захисникам Севастополя боєприпаси, а на зворотньому шляху вивозив поранених. 10 червня 1942 року підбита «Абхазія» почала тонути — Джигурда разом із командою виносила поранених в підземний шпиталь Інкермана і однією з останніх залишила корабель.
Учасниця оборони Миколаєва, Севастополя, Кубані, Кавказу. Нагороджена орденом Вітчизняної війни ІІ ступеня, орденом Трудового Червоного Прапора і шістьма медалями (зокрема, медалями «За оборону Севастополя» і «За оборону Кавказу»).
Із 1944 року, після визволення Севастополя від гітлерівців, і до 1949 року — працювала у головному госпіталі Чорноморського флоту імені Пирогова, що був закладений в Севастополі. Закінчила військову службу на посаді хірурга госпіталю у званні майора медичної служби.
Після служби на флоті — повернулася до Запоріжжя. Знову працювала дільничною лікаркою-фтизіатринею міського протитуберкульозного диспансеру.
У 1949 році — стала членкинею Спілки письменників СРСР.
У 1967 році — отримала звання Заслужений лікар Української РСР. Цього ж року — стала членкинею Спілки письменників України.
У 1970 році — отримала звання Почесний громадянин міста Запоріжжя (присвоєно рішенням міської ради від 4 вересня 1970 року № 393).
Померла 10 грудня 1986 року у Запоріжжі. Похована у Запоріжжі, на Капустяному кладовищі.

## Творчість
Перші публікації вийшли у журналах «Советский Крым» та «Знамя». Вони привернули увагу відомих на той час письменників: Петра Павленка, Вадима Кожевникова, Петра Вершигори, Олександра Твардовського та Олександра Фадеєва.
Творчий доробок складається із трьох напівдокументальних книг на військову тематику російською мовою:
- «Теплохід «Кахетія» (1948)
- «Підземний госпіталь» (1958)
- «Тилові будні» (1961)